# Gastrochilus sororius
Gastrochilus sororius là một loài thực vật có hoa trong họ Lan. Loài này được Schltr. mô tả khoa học đầu tiên năm 1913.

## Hình ảnh

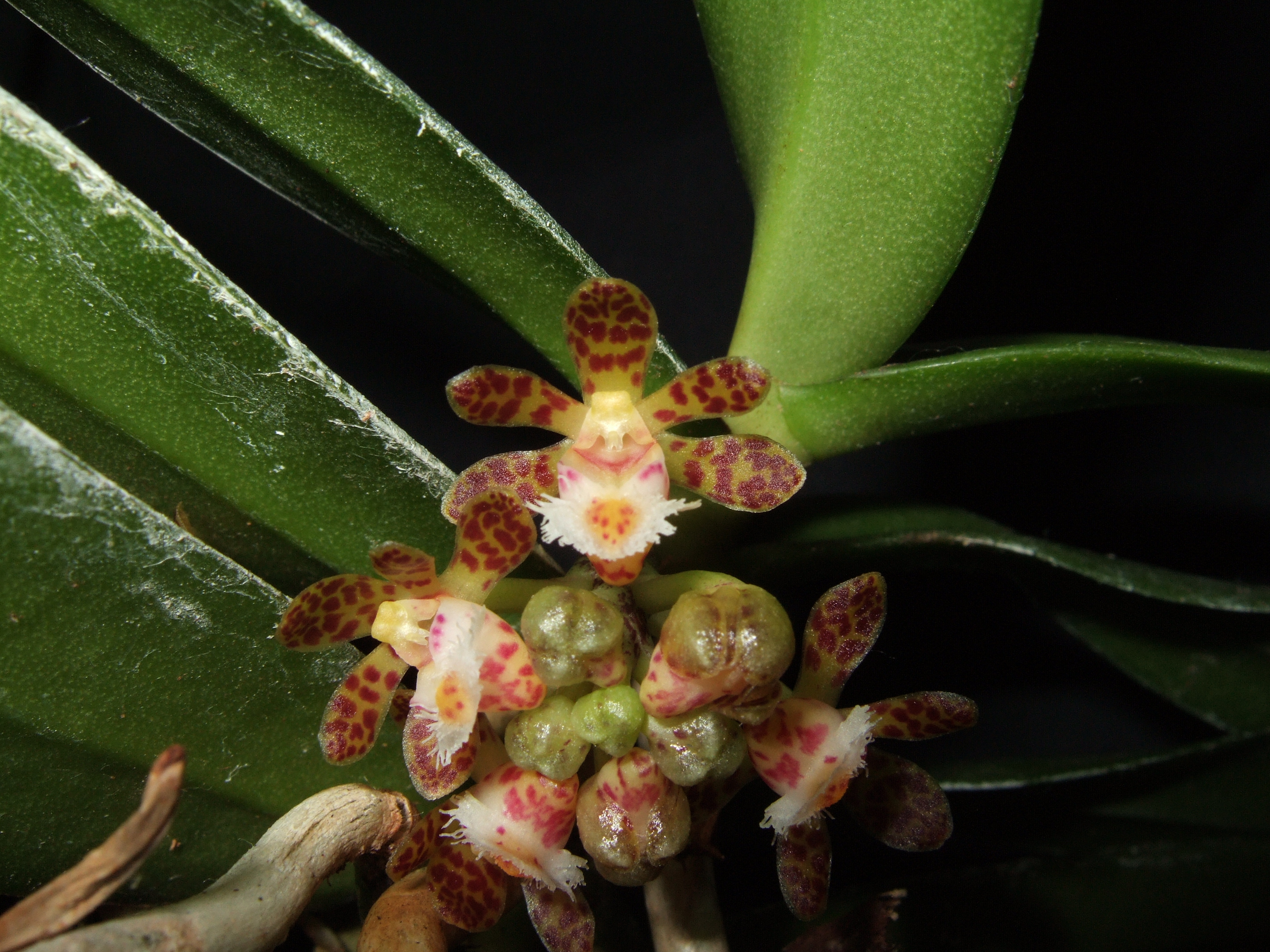